# 輪之内町コミュニティバス
輪之内町コミュニティバス（わのうちちょうコミュニティバス）とは、岐阜県安八郡輪之内町が運行するコミュニティバスである。デマンドバスとして輪之内町デマンドバスも運行されている。共に名阪近鉄バス（若森営業所）に運行を委託している。
本項では、輪之内町コミュニティバスと輪之内町デマンドバスについて一括して記述する。

## 概要
2010年10月1日運行開始。輪之内町コミュニティバスは、当初は南北線・町内線の2路線があったが、輪之内町デマンドバス運行開始に伴い、町内線は廃止され、南北線と名阪近鉄バス輪之内羽島線ではダイヤ改正が行われた。また、昼間時間帯の南北線と名阪近鉄バス輪之内羽島線は運行を取り止め、デマンドバスが代行を行うこととなった。そのため、同線の定期券所持者はその区間のデマンドバスが利用可能となる。

### 沿革
- 2010年（平成22年）10月1日 – 輪之内町コミュニティバス（南北線・町内線）を運行開始。
- 2014年（平成26年）12月29日 – デマンドバス運行開始に伴い、輪之内町コミュニティバス町内線を廃止。
- 2015年（平成27年）1月5日 – 輪之内町デマンドバスを運行開始。合わせてコミュニティバス南北線、名阪近鉄バス輪之内羽島線のダイヤ改正を実施。

## 路線

### 路線バス
現行路線
- 南北線
  - 安八温泉 - 大藪 - ザ・ビッグ輪之内店 - 輪之内文化会館 - 輪之内町役場西口 - 藻池口 - 仁木小西 - 大吉東 - コミバス今尾

廃止路線
- 町内線

### デマンドバス
- 町内などに141か所の停留所がある。
- 利用方法は、乗車3日前から1時間前まで（朝9時30分までの乗車分は乗車前日まで）に予約センターへ電話連絡する。

## 運行内容

### 運賃
- 路線バス：1乗車100円（小学生半額）
- デマンドバス：1乗車200円（小学生、障害者、運転免許証自主返納者は半額）

### 運行日
- 路線バス：平日運行。
- デマンドバス：平日運行。運行時間帯は8時30分〜16時30分。
- いずれも土日祝日、年末年始（8月14日- 15日、12月30日 - 1月3日）運休。

## 接続交通機関
- 安八町コミュニティバス：安八温泉にて接続
- 海津市コミュニティバス：今尾にて接続